# Josefine Mattsson
Josefine Mattsson, född 3 december 1993 i Stockholm, är en svensk skådespelare. 
Hon gjorde skådespelardebut i huvudrollen som "Jenna" i den svenska filmen I taket lyser stjärnorna som hade Sverigepremiär 30 januari 2009.

Josefine upptäcktes sent av regissören Lisa Siwe. Anledningen var att regissören inte ville ha någon "skådiswannabee", utan en mer "ljusbrun" tjej i rollen som Jenna, som hon uttryckte det.

## Filmografi
- 2009 – I taket lyser stjärnorna
- 2015 – Min hemlighet (TV-serie)
- 2015 – Systerkoden (miniserie)